# Kienersrüti
Kienersrüti es una comuna suiza del cantón de Berna, situada en el distrito administrativo de Thun. Limita al norte con la comuna de Kirchdorf, al este con Uttigen, al sur con Uetendorf, y al oeste con Noflen. 
Hasta el 31 de diciembre de 2009 situada en el distrito de Seftigen.